# Маячинка
Маячи́нка — село в Україні, у Хрестівській сільській громаді Каховського району Херсонської області. Населення становить 74 осіб. 24 лютого 2022 року село тимчасово окуповане російськими військами під час російсько-української війни.

## Населення
Згідно з переписом УРСР 1989 року чисельність наявного населення села становила 70 осіб, з яких 30 чоловіків та 40 жінок.
За переписом населення України 2001 року в селі мешкали 73 особи.

### Мова
Розподіл населення за рідною мовою за даними перепису 2001 року:
| Мова       | Відсоток |
| ---------- | -------- |
| українська | 81,08 %  |
| російська  | 18,92 %  |